# 新竹市立動物園
新竹市立動物園（英語：Hsinchu Zoo）是位於臺灣新竹市東區的一座公立動物園，於1936年創立，是目前臺灣原址現存最老的動物園，面積約2.7公頃，其舊大門、噴水池和黃魚鴞欄舍仍為最初興建時的樣貌，園內包含6個展示區。
自2017年5月29日開始休園進行「新竹動物園再生計畫」，打造友善動物的棲地式動物園，2019年12月28日重新開園。

## 歷史

### 日治時期
1935年，為慶祝新竹街改為新竹市五週年，由市民捐款興建新竹市兒童遊園地。1936年8月，日治時期新竹州新竹公園內的兒童遊園地正式開園，園內附設動物園區，是其前身。二戰期間，新竹市動物園的動物被移至台北圓山動物園寄養。

### 戰後時期
1953年，新竹動物園修復並重新開放，為新竹市公園管理所管轄:619。而旅居日本大阪的華僑何國華開始贈送新竹市動物園，後來也曾引進北極熊，造成轟動。1960年擴充修建動物籠舍，同時興建大型天然飼養場:619。1971年7月1日奉臺灣省政府令，正式成立新竹縣新竹市立動物園:619。1982年7月，新竹市改制為省轄市，更名為新竹市立動物園。
2017年5月29日起，與新竹公園一同進行再生工程，因此進行封園，後於2019年12月28日完工重新開園。
2019年12月重新開園的「新竹市立動物園」，園區內的規畫完善，盡可能打造每種動物適合的環境，且有足夠的空間給動物活動，令造訪的遊客能感受到園方善待及保育動物的用心，展現了動物園的價值。

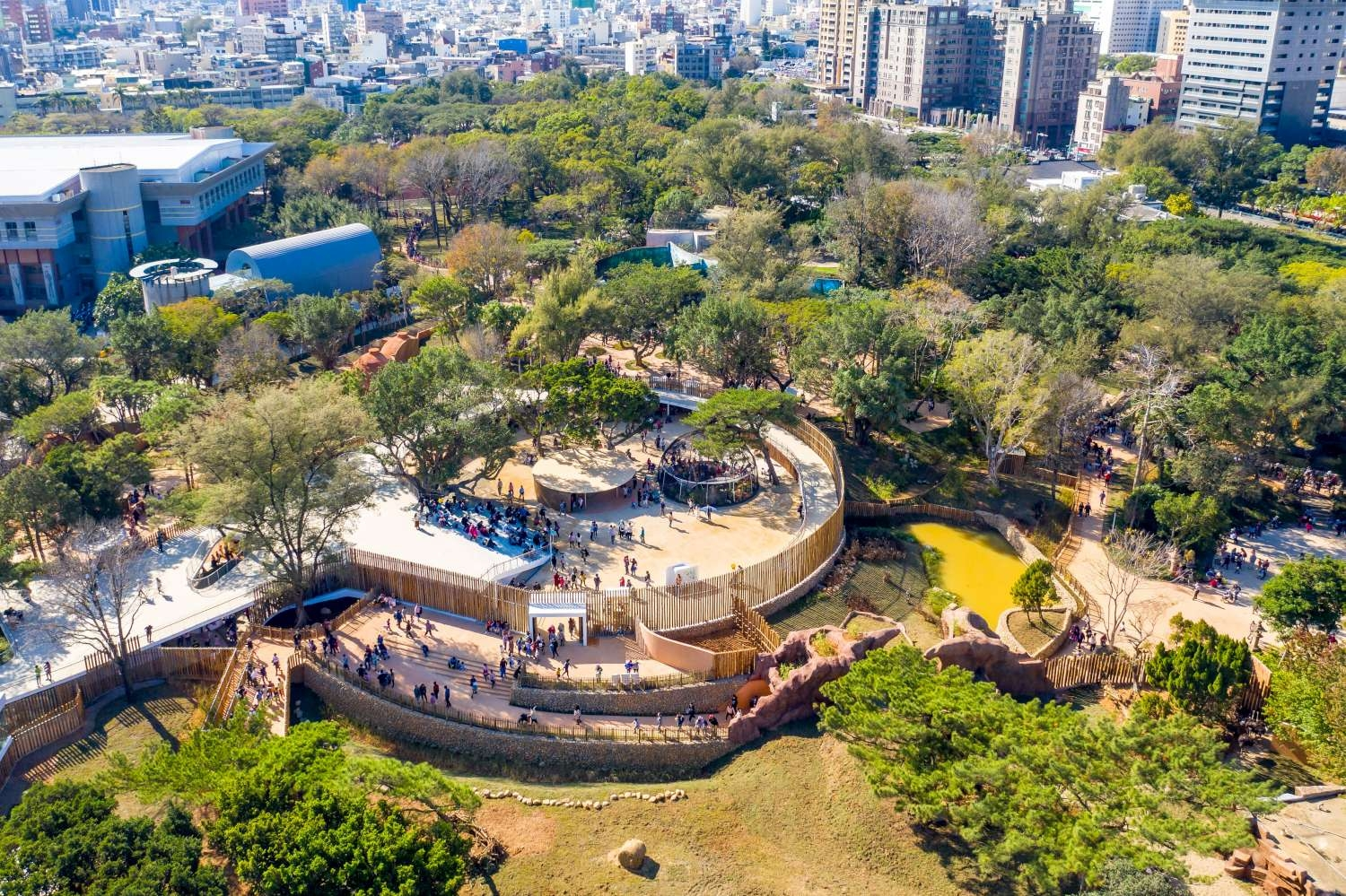
再生工程完工後的園區空拍圖

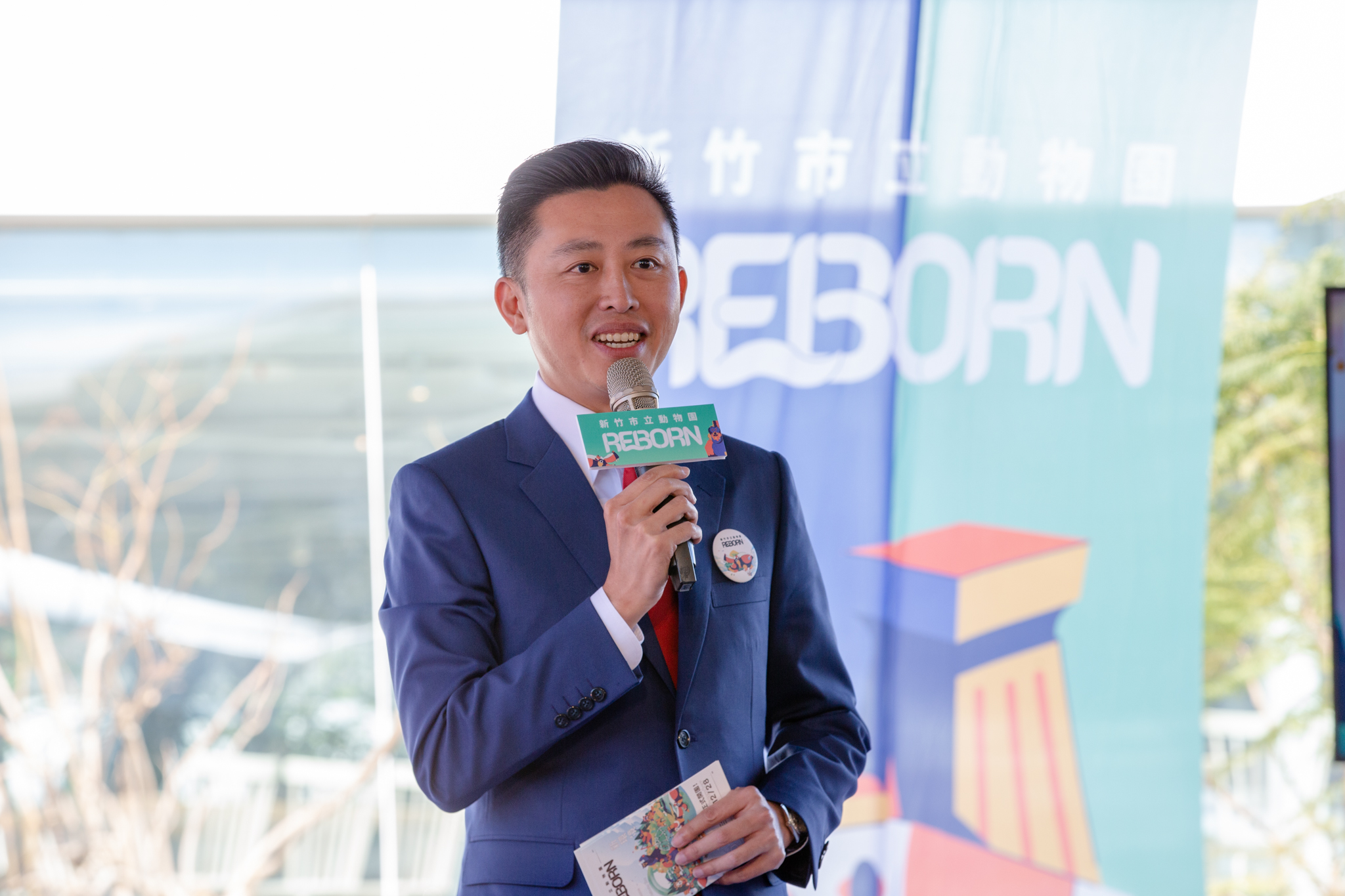
2019年12月28日，時任新竹市市長林智堅在開園儀式致詞

## 園區特色
動物園舊大門入口的洗石子門柱與售票口結合設計，且設有水泥塑大象及蹲獅裝飾。且現仍存有日治時期設置的新竹神社文物─鳥居與石燈籠。

## 動物種類
截至2020年，新竹市立動物園有包含12種鳥類、11種爬蟲類與24種哺乳類，總共約50種250隻的動物。
而過去依照據1993年出版的《重修臺灣省通志 卷六·文教志 社會教育篇》記載，當時動物園內有動物舍63舍，動物55種、374隻，並有標本室一棟，內有196個標本:619。

### 展示物種
2020年，於新竹市立動物園內展示的物種包括：
河馬、馬來熊、紅毛猩猩、孟加拉虎、黑手長臂猿、黇鹿、梅花鹿、矮種馬、羊駝、大紅鶴、鴕鳥、綠頭鴨、菜鴨、中國鵝、台灣獼猴、馬來猴、灰長臂猿、長鼻浣熊、北美浣熊、黑肚綿羊、天竺鼠、絨鼠、鴯鶓、蘇卡達象龜。

## 友好交流動物園
- 上野動物園（2016年）

## 姐妹動物園
- 臺北市立動物園（2002年）
- 奧克蘭動物園（2018年）[13]
- 壽山動物園（2020年）
- 東武動物公園（日语：東武動物公園）（2020年）
- 財團法人莊福文化教育基金會附設動物園(六福村)（2024年）

友好交流 
- 日本上野動物園（2016年）

## 代表性歌曲
- 《熟悉的家園》[14]：黃建為作曲，專輯於2012年12月發行。[15]

## 爭議事件

### 紅毛猩猩霸凌山羌
2022年1月29日，發生混養在同一展區的一頭紅毛猩猩連續將兩隻山羌撞樹砸地導致其受傷的事件。此事經目擊遊客於公共論壇披露後，引發討論。園方表示，兩種動物已混養近一年，過去皆和睦相處。事件發生後，已將紅毛猩猩與山羌分開照養。

## 外部連結
- 新竹市立動物園 （页面存档备份，存于）（繁體中文）（英文）
- 新竹市立動物園-新竹市觀光旅遊網
- 新竹市立動物園的Facebook專頁 （繁體中文）
- 新竹市立動物園的Instagram帳戶 （繁體中文）